# Lavočkin La-11
Lavočkin La-11 (v kódu NATO Fang) byl sovětský celokovový jednomístný jednomotorový pístový stíhací letoun vyráběný po druhé světové válce. Bojově byl užit za čínské občanské války a v korejské válce. V Číně byl vyřazen roku 1966.

## Vývoj
La-11 byl pokračovatelem typu La-9. Vývojem z tohoto základního vzoru vznikl v závodě č. 301 upravený prototyp La 134 zalétaný v květnu 1947 pilotem A. G. Kočetkovem. Oproti La-9 měl větší zásobu oleje a paliva pro zvětšení doletu, ale měl sníženou výzbroj na tři synchronizované kanóny NS-23 ráže 23 mm. Další odlišností byl ve spodní části přepracovaný kryt motoru, kam se přestěhoval chladič oleje.
Souběžně s prototypem 134 byl připraven i La 134d (někdy též La-9M), který měl na každém konci křídla pevně instalované přídavné nádrže a mohl tak nést dalších 275 litrů paliva. Zvýšení hmotnosti mělo vliv na namáhání podvozku, jehož hlavní nohy byly osazeny vysokotlakými pneumatikami o průměru 660 mm. Ostruhové kolečko bylo vybaveno zesíleným tlumičem. Stroj byl rovněž vybaven fotoaparátem AFA-IM a automatickým ovládáním regulačních klapek chlazení na krytu motoru motoru Švecov AŠ-82FN. Motor o maximálním výkonu 1850 koní (1360,67 kW) poháněl automaticky stavitelnou třílistou vrtuli. Fotokulomet Fairchild byl později zaměněn za typ S-13 domácí konstrukce.
Do 11. července 1947 oba stroje absolvovaly celkem 71 ověřovacích letů, na jejichž základě byla křidélka vybavena trimmery. Ukázalo se také, že stroj není vhodný pro boj nad výšku 7000 m z důvodu slabého výkonu motoru.
Dne 22. srpna 1947 byla dálková verze pod označením La-11 schválena pro zařazení ke stíhacím jednotkám. Sériové letouny měly mít odstraněny všechny nedostatky zapsané zkušebními piloty a techniky.
Sériová výroba La-11 byla zahájena v závodu č. 21 v roce 1947 a pokračovala až do roku 1951. Produkce v roce 1947 dosáhla počtu 100 kusů, v roce 1948 650, roku 1949 bylo zkompletováno 150 letounů stejně jako v roce následujícím a poslední rok výroby dodal 182 La-11.
V červenci 1950 byly ukončeny tovární a 22. srpna vojskové zkoušky fotoprůzkumné verze La-11, která měla zabudovanou fotokameru AFA-BA-40. Ve stejném roce bylo 150 letounů vybaveno radiovýškoměry RV-2, radiostanicemi MRP-48 a automatickými radiokompasy ARK-5. V létě 1951 byly v podvěsu testovány raketové střely ARO-82.

## Služba
La-11 sloužily u leteckých stíhacích pluků, v některých případech i nočních včetně severních oblastí SSSR, například 911. IAP z jižního Sachalinu. La-11 zasahovaly také proti americkým průzkumným letounům, které narušovaly výsostný vzdušný prostor SSSR.[zdroj⁠?!] Dne 8. dubna 1950 napadla dvojice La-11 30. GIAP nad Baltským mořem průzkumný Consolidated PB4Y-2 Privateer USAF, který sestřelila. Ve stejném roce došlo k přestřelce mezi dvojicí La-11 88. GIAP a osádkou Lockheed P-2 Neptune.
V roce 1950 převzala Čínská lidová republika první z celkově dodaných 163 exemplářů La-11.[zdroj⁠?!] K zácviku čínských pilotů byl do země odvelen odřad 351. IAP, který operoval u Šanghaje. Čínské La-11 se několikrát dostaly do styku s bojovými letouny Čankajškova Kuomintangu, které vzlétaly z Tchaj-wanu. Například 2. dubna 1950 sestřelily dva La-11 dva tchajwanské letouny North American P-51 Mustang. Vítěznými piloty byli sovětští poradci.
Severní Korea své La-11 nasadila v omezené míře během korejského konfliktu. Piloty byli v některých případech opět příslušníci 351. IAP, působící tajně na straně komunistických sil. Například pilot V. Kurganov nárokoval sestřel bombardéru Douglas A-26 Invader. Sověti působili při protivzdušné obraně severokorejského území, několikrát se snažili zasáhnout proti strategickým bombardérům Boeing B-29 Superfortress, avšak vzhledem k velké výšce, ve které se pohybovaly, nebyli prakticky schopni je ohrozit. Na začátku roku 1951 byl tento pluk z poloviny přezbrojen na proudové MiG-15.
Třetím zahraničním uživatelem La-11 se stala Indonésie.

## Uživatelé

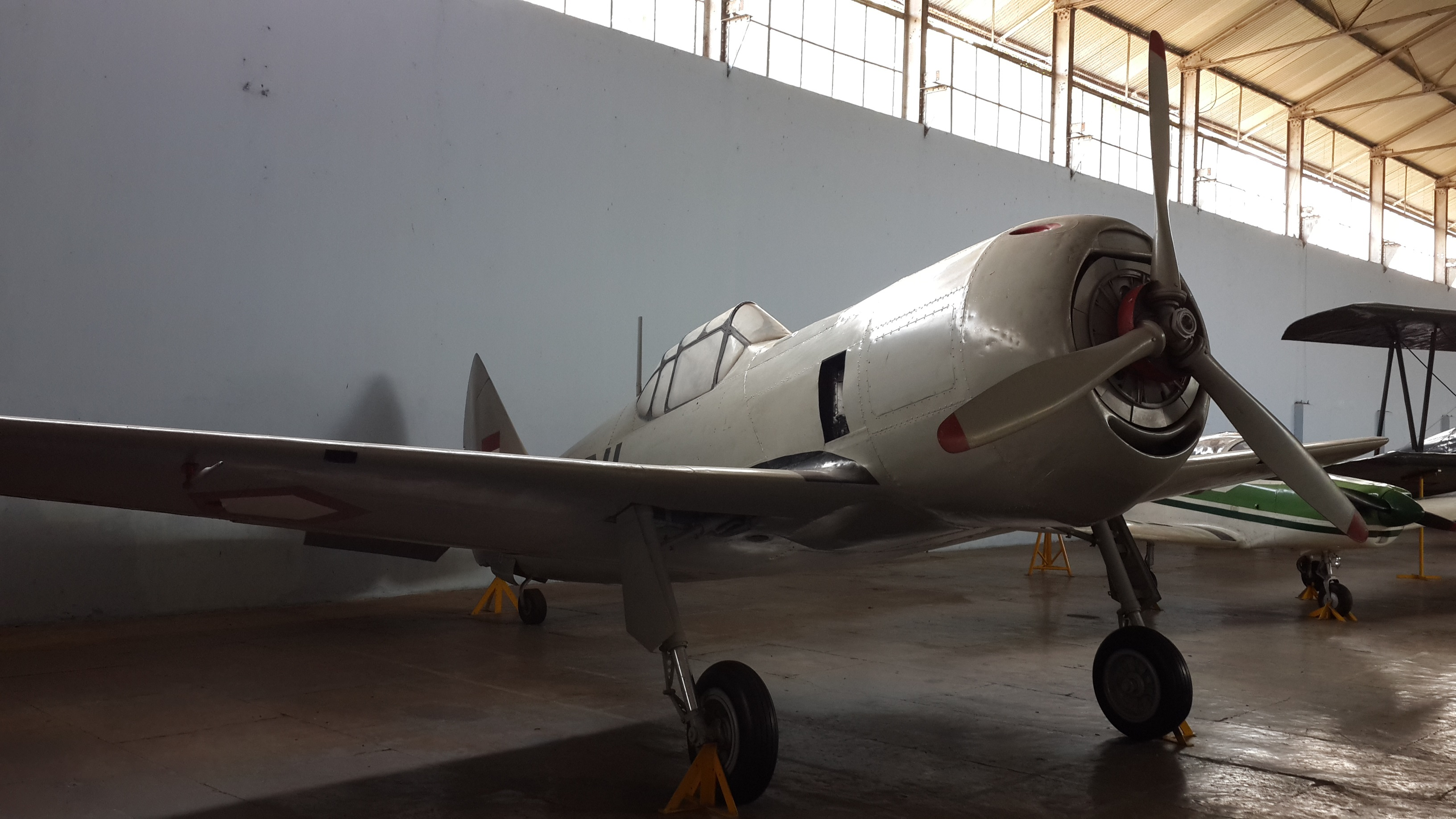
Lavočkin La-11

- Čína
  - Letectvo Čínské lidové republiky
- Indonésie
  - Indonéské letectvo
- Severní Korea
  - Letectvo Korejské lidové armády
- Sovětský svaz
  - Sovětské letectvo
  - Vojska protivzdušné obrany SSSR

## Specifikace

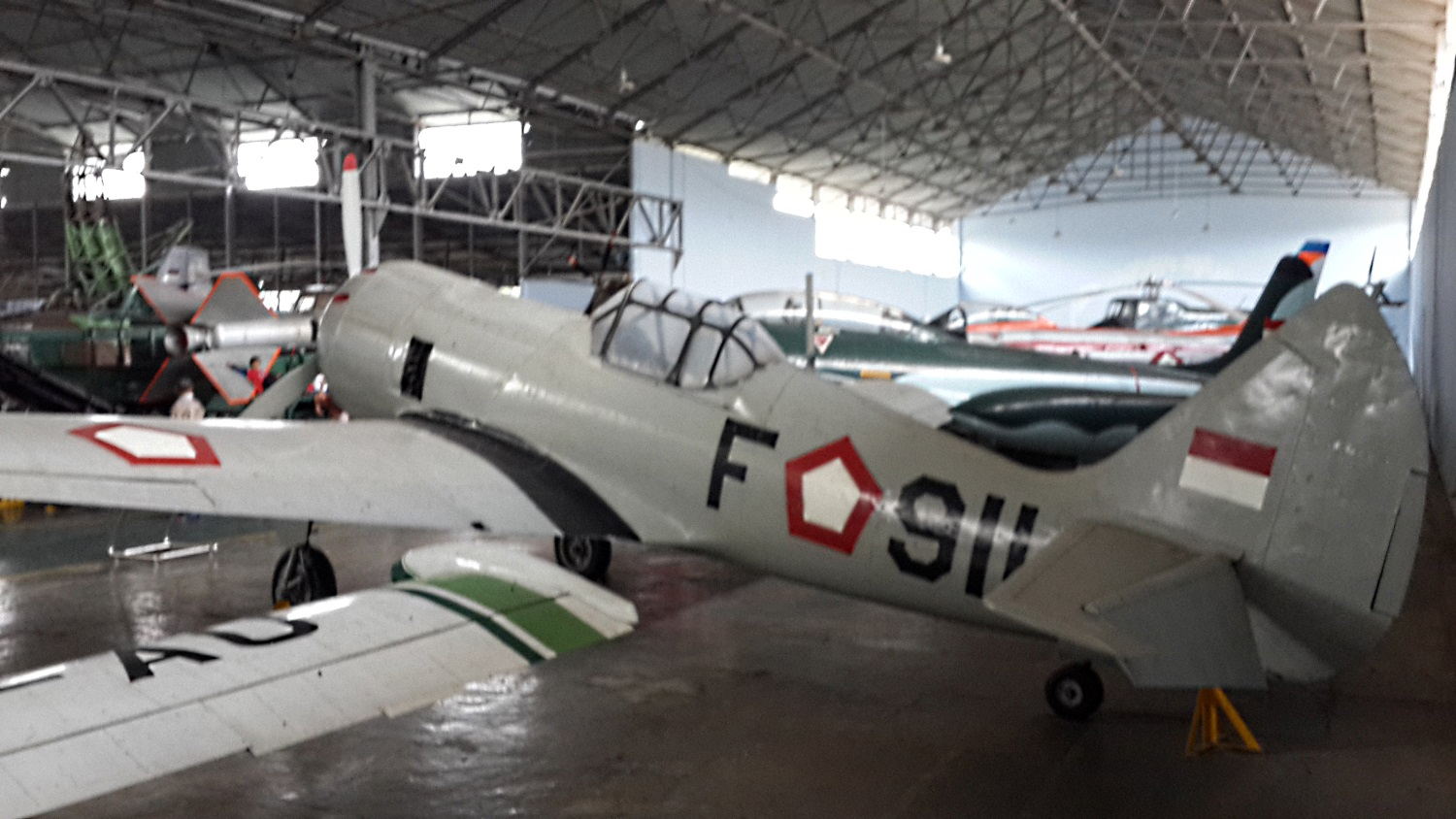
Lavočkin La-11 Indonéského letectva. Průhledný překryt kabiny není původní.

Údaje dle

### Technické údaje
- Osádka: 1 (pilot)
- Rozpětí: 9,80 m
- Délka: 8,62 m
- Výška: 3,47 m
- Nosná plocha: 17,59 m²
- Hmotnost prázdného stroje: 2770 kg
- Vzletová hmotnost: 3 730 kg
- Maximální hmotnost: 3 996 kg
- Pohonná jednotka: dvouhvězdicový motor Švecov AŠ-82FN
- Výkon pohonné jednotky: 1 850 hp

### Výkony
- Maximální rychlost v 6250 m: 674 km/h
- Maximální rychlost u země: 562 km/h
- Dostup: 10 300 m
- Čas výstupu do 5000 m: 6,6 min
- Počáteční stoupavost: 758 m/min
- Dolet ve výšce 1000 m: 2535 km
- Přistávací rychlost: 149 km/h
- Délka rozběhu: 536 m
- Délka doběhu: 600 m

### Výzbroj
- 3 ×  synchronizovaný kanón Nudelman-Suranov NS-23